# Matt Fraction
Matt Fraction (* 1. prosince 1975, Chicago Heights, Illinois) je americký komiksový scenárista. Svou kariéru započal v malých vydavatelství AiT/Planet Lar a IDW Publishing. Později získal smlouvu u vydavatelství Marvel Comics a Image Comics. Proslul především sérií The Invincible Iron Man, čtvrtou sérií titulu Hawkeye a originální sérií Sex Criminals.

## Česky vydané komiksy
- 2013: Ultimátní komiksový komplet #58: The Invincible Iron Man: Pět nočních můr – (The Invincible Iron Man #1-7, 2008)
- 2016: Ultimátní komiksový komplet #74: Samotný strach, část první – (Fear Itself #1–3, Fear Itself Prologue: Book of The Skull, Fear Itself: The Worthy One-Shot, 2011)
- 2016: Ultimátní komiksový komplet #75: Samotný strach, část druhá – (Fear Itself #4–7, Fear Itself #7.1: Captain America, 2011)

- 2017 – Nejmocnější hrdinové Marvelu #028: Iron Fist, (s Ed Brubaker, David Aja a Travel Foreman: Immortal Iron Fist #1–6, 2007)
- 2018 – Nejmocnější hrdinové Marvelu #050: Scott Lang - Ant-Man, (s Michael Allred a Joe Quinones: FF (Vol. 2) #1-7, 2013)

### AiT/Planet Lar a IDW Publishing
- Double Take #6-8 (s Andy Kuhn, 2001-2002)
- Last of the Independents (s Kieron Dwyer, 2003)
- 30 Days of Night: Bloodsucker Tales #1-8 (s Ben Templesmith, 2004-2005)

### Image Comics
- Four Letter Worlds: "Fate" (s Kieron Dwyer, 2005)
- 24Seven Volume 1: "Static" (s Frazer Irving, 2006)
- The Five Fists of Science (s Steven Sanders, 2006)
- Casanova #1-14 (s Gabriel Bá a Fábio Moon, 2006-2008)
- Satellite Sam #1-15 (s Howard Chaykin, 2013-2015)
- Sex Criminals #1-25 (s Chip Zdarsky, 2013-2018)
- ODY-C #1-12 (s Christian Ward, 2014-2016)
- Casanova: Acedia #1-8 (s Michael Chabon, Fábio Moon a Gabriel Bá, 2015–2017)

### Marvel/Icon Comics
- X-Men Unlimited #9: "Dead Man Walking" (s Sam Kieth, 2005)
- X-Men: Divided We Stand #1: "Migas" (s Jamie McKelvie, 2008)
- Uncanny X-Men #500-534 (s Terry Dodson a dalšími, 2008-2011)
- The Immortal Iron Fist #1-16 (s David Aja, 2007-2008)
- Punisher War Journal v.2 #1-26 (2007-2009)
- The Sensational Spider-Man Annual #1: "To Have and to Hold" (s Salvador Larocca, 2007)
- The Order #1-10 (s Barry Kitson, 2007-2008)
- The Invincible Iron Man #1-33; Iron Man #500-527 (s Salvador Larroca, 2008-2012) collected as:
- Thor: Ages of Thunder (s Patrick Zircher, 2008-2009)
- Secret Invasion: Thor #1-3 (s Doug Braithwaite, 2008)
- Thor #615-621 (2010-2011) (s Pasqual Ferry, 2010-2011)
- Fear Itself #1-7 (s Stuart Immonen, 2011)
- The Mighty Thor #1-22 (s různými umělci, 2011-2012):
- The Amazing Spider-Man: Presidents' Day Celebration: "Gettysburg Distress!" (s Andy MacDonald, one-shot, 2009)
- Captain America: Who Won't Wield the Shield?: "The Incredibly Normal and Bourgeois Idea of Doctor America, Occult Operative of Liberty" (s Howard Hallis a Brendan McCarthy, one-shot, 2010)
- Casanova (s Gabriel Bá and Fábio Moon, 2010-2012)
- Shattered Heroes (s Chris Yost a Cullen Bunn)
- Fear Itself: The Fearless #1-12 (s Mark Bagley a Paul Pelletier, 2011-2012)
- Battle Scars #1-6 (s Scot Eaton, 2011-2012)
- Defenders #1-12 (s Terry Dodson a dalšími, 2011-2012):
- Avengers vs. X-Men (2012)
- Hawkeye #1-21(2012–2015):
- Fantastic Four v.4 #1-16 (s Mark Bagley, 2013)
- FF v.2 #1-16 (s Mike Allred, 2013)